# Tokarnia (Góry Grybowskie)
Tokarnia (również Terepackie Wyżne lub Terpackie Wyżne, 830,2 m n.p.m.) – zalesiony szczyt w zachodniej części Beskidu Niskiego, w Górach Grybowskich. Jest jednym z ważniejszych wzniesień w paśmie Koziego Żebra i Czerszli. Administracyjnie leży tuż przy granicy gmin Kamionka Wielka oraz Łabowa.

## Topografia
Tokarnia znajduje się w zachodniej części Beskidu Niskiego w paśmie Koziego Żebra i Czerszli, zwanym niekiedy także pasmem Czerszli i Tokarni. Leży między Kozim Żebrem (888 m n.p.m.) a Czerszlą (877 m n.p.m.) i Kopcem (870,5 m n.p.m.). Uznawana jest za jeden z istotnych szczytów Gór Grybowskich – jej nazwa wykorzystywana jest przy identyfikacji całego pasma.
Grzbietem Tokarni przebiega granica między gminami Kamionka Wielka i Łabowa w powiecie nowosądeckim. Sam szczyt administracyjne znajduje się w gminie Kamionka Wielka. Najbliżej położonymi miejscowościami są natomiast Bogusza oraz Łabowa.
Góra liczy 830,2 m n.p.m. wysokości. Jest zalesiona, jej zbocza porastają lasy świerkowe i bukowo-świerkowe.
Szczyt Tokarni wyróżnia się na tle swojego pasma, gdyż względem sąsiednich szczytów przesunięty jest dalej w kierunku północnym. Jego zachodnie zbocza prowadzą dość łagodnie w kierunku bezimiennej przełęczy oddzielającej go od Koziego Żebra. Wschodnie stoki są natomiast bardziej strome: opadają ku wodom niewielkich strumieni. Na południu teren obrywa się do głębokiej doliny Staszków Potoku, nieco jednak wypłaszczając się na południowym wschodzie, gdzie biegnie do kolejnej, nienazwanej, ale wyraźnej przełęczy – leżącej między Tokarnią i Czerszlą. W kierunku północnym od góry odchodzi wąski grzbiet obniżający się łagodnie ku zabudowaniom Boguszy, zwieńczony kulminacją Terepackiego Niżnego
W źródłach pojawiają się trzy wersje nazwy szczytu: Tokarnia, Terepackie Wyżne oraz Terpackie Wyżne. Nie należy mylić go z sąsiednią Czerszlą, zwaną czasem również Tokarnią, oraz innymi szczytami o identycznych mianach: m.in. z Tokarnią w Beskidzie Sądeckim oraz kolejną we wschodnim Beskidzie Niskim.

## Turystyka
Na Tokarnię prowadzi oznakowany żółty szlak turystyczny. W terenie istnieją również liczne nieoznaczone ścieżki prowadzące na sam szczyt oraz w partie podszczytowe. Swój początek biorą m.in. w Łabowej oraz Boguszy.

### Szlaki turystyczne
Opracowano na podstawie materiałów źródłowych:
- Nowy Sącz Jamnica – Kozie Żebro (888 m n.p.m.) – Tokarnia (830,2 m n.p.m.) – Czerszla (877 m n.p.m.) – Florynka – Wawrzka (– Ropa – Gorlice); szlak swój początek bierze w dzielnicy Nowego Sącza, Jamnicy, po czym prowadzi grzbietem pasma Koziego Żebra i Czerszli. W pobliżu miejscowości Florynka opuszcza ten łańcuch i biegnie do Wawrzki oraz Ropy. Następnie przebiega przez Bartnią Górę i przełęcz Zdżar, zmierzając do Gorlic.